# Il nostro amore (Andrè)
Il nostro amore è una canzone scritta da Marco Canigiula, in arte Andrè, e presentata al Festival di Sanremo 2004 prodotta da Elio Palumbo.

## Tracce

### CD Single
1. Il nostro amore
2. Filtromind
3. Il nostro amore (strumentale)